# کاتیا کراوس

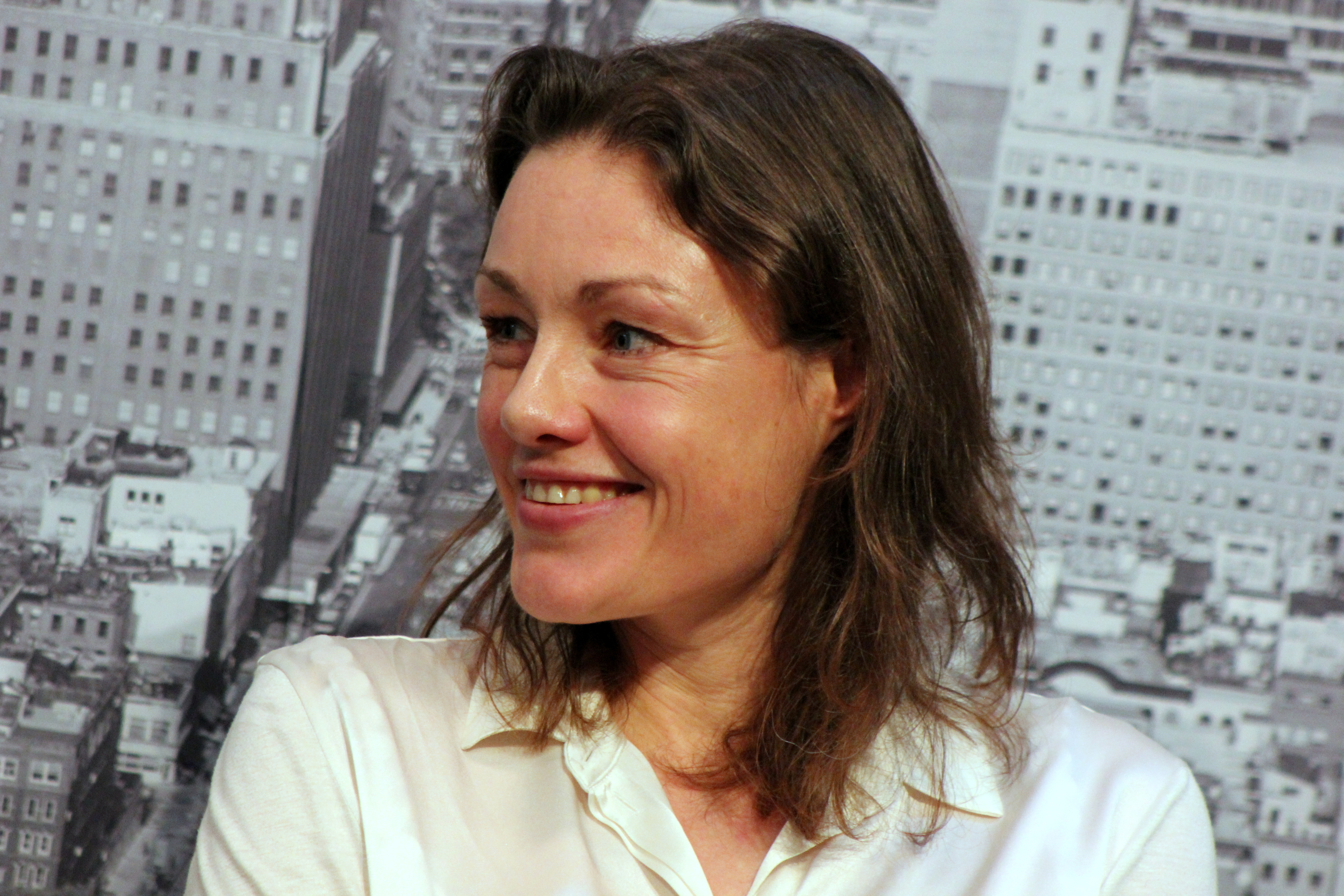
کاتیا کراوس در نمایشگاه کتاب لایپزیگ سال ۲۰۱۵

کاتیا کراوس (به آلمانی: Katja Kraus) (زادهٔ ۲۳ نوامبر ۱۹۷۰ میلادی در شهر افنباخ آم ماین) یک بازیکن پیشین زن فوتبال اهل کشور آلمان است. وی نخستین زن آلمانی است که عضو هیئت مدیره باشگاه فوتبال هامبورگ حاضر در بوندس‌لیگا شده‌است.

## اوایل زندگی
کراوس در شهر افنباخ آم ماین به دنیا آمد. وی در فرانکفورت و در رشته ادبیات و سیاست فارغ‌التحصیل شد.

## حرفهٔ فوتبال
کراوس زمانی که شانزده سال داشت به باشگاه فوتبال اف‌اس‌وی فرانکفورت پیوست و ۲۲۰ بازی به عنوان دروازه‌بان برای این تیم در بوندس‌لیگای زنان انجام داد و در فصل ۹۷–۱۹۹۶ بوندس لیگا رکورد ۱۳۱۴ دقیقه بدون گل خورده را برای خود به ثبت رساند.
کاتیا کراوس قهرمانی لیگ آلمان را به همراه باشگاه فوتبال اف‌اس‌وی فرانکفورت سه بار در فصلهای ۸۶–۱۹۸۵، ۹۵–۱۹۹۴ و ۹۸–۱۹۹۷ به دست آورد. وی همچنین موفق شد چهار بار به عنوان قهرمانی جام حذفی فوتبال آلمان در فصلهای ۹۰–۱۹۸۹، ۹۲–۱۹۹۱، ۹۵–۱۹۹۴ و ۹۶–۱۹۹۵ برسد. نخستین قهرمانی او پیش از تأسیس بوندس‌لیگا بود دومین قهرمانی در زمانی بود که بوندس لیگا به‌طور لیگ منطقه ای در دو بخش برگزار می‌شد و سومین عنوان قهرمانی نیز در زمانی بدست آمد که برای اولین بار لیگ به‌طور یکپارچه برگزار می‌شد این قهرمانی تنها قهرمانی تیم اف‌اس‌وی فرانکفورت نیز به‌شمار می‌آمد.
کلاوس هفت بار (دو بار به عنوان بازیکن تعویضی) برای تیم ملی فوتبال زنان آلمان بازی کرد که این بازیها بین تاریخ ۲۵ مهٔ ۱۹۹۵ و ۲۳ مارس ۱۹۹۷ بوده‌است. او به همراه این تیم نایب قهرمانی جام جهانی فوتبال زنان ۱۹۹۵ و قهرمانی مسابقات فوتبال زنان اروپا ۱۹۹۵ را بدست آورده‌است. هر چند که او در بازی فینال بازی نکرد و به جای او مانوئلا گولر درون دروازه بود. کاتیا کرواس همچنین در بازی‌های المپیک تابستانی ۱۹۹۶ نیز یکی از اعضای تیم ملی زنان آلمان بود اما به عنوان بازیکن ذخیره هیچگاه برای این تیم به میدان نرفت و هر بار مانوئلا گولر درون دروازه بازی می‌کرد.
کاتیا کراوس آخرین بازی خود را در تاریخ ۲۸ مهٔ ۱۹۹۸ انجام داد.

## ارتباطات و بازار یابی
کاتیا کراوس در ژوئن ۱۹۹۸ و پس از آنکه که در طول تحصیلش در پروژهٔ پی آر آدیداس مشغول بود به باشگاه فوتبال آینتراخت فرانکفورت پیوست و به عنوان سخنگوی مطبوعات در این باشگاه مشغول به کار شد. در اکتبر ۱۹۸۸ او به عنوان رئیس ارتباطات شرکت به اسپورتفایو پیوست جایی که برند هافمن همکار وی بود. در مارس سال ۲۰۰۳ او نخستین زن آلمانی شد که به عضویت هیئت مدیره باشگاه فوتبال هامبورگ در بوندس‌لیگا درآمده است جایی که او مسئولیت ارتباطات و بازار یابی را بر عهده داشت. در دسامبر سال ۲۰۰۷ قرارداد وی و برند هافمن تا دسامبر سال ۲۰۱۱ تمدید شد.با این وجود در مارس سال ۲۰۱۱ این قراردادها منقضی شدند.
در مارس ۲۰۱۷ او با کاترین زودر ازدواج کرد.

## نویسندگی
پس از ترک باشگاه هامبورگ کاترین کراوس کتابی با نام «قدرت - داستان موفقیت و شکست» دربارهٔ قدرت نوشت.